# Platypalpus callithrix
Platypalpus callithrix är en tvåvingeart som beskrevs av Axel Leonard Melander 1927. Platypalpus callithrix ingår i släktet Platypalpus och familjen puckeldansflugor.
Artens utbredningsområde är New York. Inga underarter finns listade i Catalogue of Life.